# Арсакий (архиепископ Константинопольский)
Арса́кий (Арсакий Тарсийский; ранее 324, Тарс — 11 ноября 405, Константинополь) — архиепископ Константинополя (404 — 405). Происходил из Тарса киликийского. Брат архиепископа Нектария, возглавлявшего константинопольскую кафедру с 381 по 397 год.
Арсакий был пресвитером в Константинополе и принадлежал к числу противников Иоанна Златоуста. На Соборе под Дубом в июле 403 года Арсакий был в числе обвинителей против Иоанна Златоуста. Собор осудил Иоанна и выбрал Арсакия на первосвятительскую кафедру. Арсакию на тот момент было больше 80 лет. По свидетельству Сократа Схоластика, Арсакий отличался особенной кротостью, мирно управлял своею паствою. Созомен писал противоположное: во время его архиепископства в столице империи были гонения на сторонников Иоанна Златоуста, причиной гонений был раскол. Сторонники Иоанна Златоуста прекратили молитвенное и евхаристическое общение с Арсакием и проводили свои отдельные молитвенные собрания на окраине города. Арсакий, почувствовал себя униженным, пожаловался императору. Император послал войска для разгона молящихся. Трибун, получив повеление от императора, напал с воинами на собравшихся, и простых людей разогнал палками и камнями, а тех, кто был познатнее и ревностнее привержен к Иоанну, заключил под стражу. При нападении на собрание верующих женщины чрез насилие были лишаемы украшений: одни воины отнимали у них ожерелья, золотые пояса, шейные цепи и браслеты, а другие вытаскивали из ушей, вместе с оконечностями их, серьги. В городе настала атмосфера страха, улицы опустели: собрания прекратились, одни люди прятались по домам, а другие совсем бежали из города.
Иоанн Златоуст в своём письме из изгнания называл Арсакия «болтуном» (греч. «λήρον»), «волком в овечьей шкуре» (греч. «προβατόσχημον λύκον»), «прелюбодеем» (греч. «μοιχός») и «злым священником» (греч. «ιερέα φαύλον»):
Слышал и я об этом шуте Арсакие, которого императрица посадила на кафедру, что он подверг бедствиям всю братию, не пожелавшую иметь с ним общение; многие таким образом даже умерли из–за меня в темнице. Этот волк в овечьей шкуре, хотя по наружности епископ, но на деле — прелюбодей, потому что как женщина, при живом муже живя с другим, становится прелюбодейцею, так равно прелюбодей и он, не по плоти, но по духу, еще при моей жизни восхитил мою церковную кафедру
.

Палладий Еленопольский в своей книге «Диалог Палладия, епископа Еленопольского, с Феодором, Римским диаконом, повествующий о житии блаженного Иоанна, епископа Константинопольского, Златоуста» отзывался о Арсакии следующим образом: 
А Арсакий, брат блаженного Нектария, возведенный на место Иоанна, мужа, посвященного в истину, человек более безгласный, чем рыба, и более бездеятельный, чем лягушка (ведь бывает, что и дело говорит, особенно когда через это дело происходит благо), нарушив клятву на Евангелии и прожив еще четырнадцать месяцев, умирает. Ибо он клятвенно обещал брату Нектарию никогда не принимать епископской хиротонии, когда тот порицал его за нежелание идти в Тарс, поскольку он предвидел обстоятельства своей смерти. Причиной же его клятвопреступления было, прежде всего, тщеславие, из-за которого он домогался, как мог бы кто-либо сказать, жены брата, а затем и стыд перед обличениями брата, пророчески обращенными к нему.
Арсакий канонизирован Православной церковью в лике святителей, память совершается 11 октября (по юлианскому календарю).